# Исследование операций
Исследование операций (ИО, англ. operations research — OR, также англ. management science — наука управления или англ. decision science — наука о решениях) — дисциплина, занимающаяся разработкой и применением методов нахождения оптимальных решений на основе математического моделирования, статистического моделирования и различных эвристических подходов в различных областях человеческой деятельности. Иногда используется название математические методы исследования операций.
Целью исследования операций является применение математических, количественных методов для обоснования решений во всех областях целенаправленной человеческой деятельности. Исследование операций начинается тогда, когда для обоснования решений применяется тот или другой математический аппарат.

## История
В телеграмме А.Н. Крылова адмиралу С.О. Макарову от 16 февраля 1903 г. изложена модель боя броненосных артиллерийских кораблей и упомянуты методы расчёта. В статье «Влияние численности сражающихся сторон на их потери», опубликованной журналом «Военный сборник» в 1915 году, генерал-майор Корпуса военных топографов М. П. Осипов независимо от английского математика Ф. У. Ланчестера описал математическую модель глобального вооружённого противостояния, практически применяемую в военном деле при описании убыли сражающихся сторон с течением времени и входящую в математическую теорию исследования операций. В годы Второй мировой войны исследование операций широко применялось для планирования боевых действий. Так, специалисты по исследованию операций работали в командовании бомбардировочной авиации США, дислоцированном в Великобритании. Ими исследовались многочисленные факторы, влияющие на эффективность бомбометания, и были выработаны рекомендации, приведшие к четырёхкратному повышению его эффективности.
По окончании Второй мировой войны группы специалистов по исследованию операций продолжили свою работу в Вооружённых силах США и Великобритании. Публикация ряда результатов в открытой печати вызвала всплеск общественного интереса к этому направлению. Возникает тенденция к применению методов исследования операций в коммерческой деятельности, в целях реорганизации производства, перевода промышленности на мирные рельсы. На развитие математических методов исследования операций в экономике ассигнуются миллионы долларов.
В Великобритании национализация некоторых видов промышленности создала возможность для проведения экономических исследований на базе математических моделей в общегосударственном масштабе. Исследование операций стало применяться при планировании и проведении некоторых государственных, социальных и экономических мероприятий. Так, например, исследования, проведенные Фрэнком Йейтсом для министерства продовольствия, позволили предсказать влияние политики правительственных цен на семейный бюджет граждан.
В США внедрение методов исследования операций в практику управления экономикой происходило несколько медленнее — но и там многие концерны вскоре стали привлекать специалистов такого рода для решения проблем, связанных с регулированием цен, повышением производительности труда, ускорением доставки товаров потребителям и пр. Лидерство в области применения научных методов управления принадлежало авиационной промышленности, которая не могла не идти в ногу с растущими требованиями к ВВС. В 1950—1960-е годы на Западе создаются общества и центры исследования операций, выпускающие собственные научные журналы, большинство западных университетов включает эту дисциплину в свои учебные планы.
Наибольший вклад в формирование и развитие новой науки сделали Р. Акоф, Р. Беллман, Дж. Данциг, Г. Кун, Т. Саати, Р. Чермен (США), А. Кофман, Р. Форд (Франция) и др.
Важная роль в создании современного математического аппарата и развитии многих направлений исследования операций принадлежит советским математикам и экономистам Л. В. Канторовичу, Б. В. Гнеденко, Н. П. Бусленко, В. С. Михалевичу, Н. Н. Моисееву, Ю. М. Ермолаеву, Н. З. Шору и др.
За выдающийся вклад в разработку теории оптимального использования ресурсов в экономике академику Л.Канторовичу вместе с профессором Т. Купмансом (США) в 1975 году присвоена премия по экономике памяти Альфреда Нобеля.

## Терминология
- Операция[2] — всякое мероприятие (система действий), объединённое единым замыслом и направленное к достижению какой-то цели (напр., мероприятия задач 1-8, указанных ниже, будут операциями). Операция всегда является управляемым мероприятием, то есть зависит от человека, каким способом выбрать параметры, характеризующие её организацию (в широком смысле, включая набор технических средств, применяемых в операции).
- Решение (удачное, неудачное, разумное, неразумное) — всякий определённый набор зависящих от человека параметров.
- Оптимальное — решение, которое по тем или другим признакам предпочтительнее других.
- Цель исследования операций — предварительное количественное обоснование оптимальных решений с опорой на показатель эффективности. Само принятие решения выходит за рамки исследования операций и относится к компетенции ответственного лица (лиц).
- Элементы решения — параметры, совокупность которых образует решение: числа, векторы, функции, физические признаки и т. д. Если элементами решения можно распоряжаться в определённых пределах, то заданные («дисциплинирующие») условия (ограничения) фиксированы сразу и нарушены быть не могут (грузоподъёмность, размеры, вес). К таким условиям относятся средства (материальные, технические, людские), которыми человек вправе распоряжаться, и иные ограничения, налагаемые на решение. Их совокупность формирует множество возможных решений.[3]

Примеры: Составляется план перевозок грузов из пунктов отправления {\displaystyle A_{1},\,A_{2},\,A_{3},\,\ldots \,,\,A_{m-2},\,A_{m-1},\,A_{m}}в пункты назначения {\displaystyle B_{1},\,B_{2},\,B_{3},\,\ldots \,,\,B_{n-2},\,B_{n-1},\,B_{n}}. Элементы решения — числа {\displaystyle x_{ij}}, показывающие, какое количество груза будет отправлено из {\displaystyle i}-го пункта отправления {\displaystyle A_{i}} в {\displaystyle j}-й пункт назначения {\displaystyle B_{j}}. Решение — это совокупность чисел {\displaystyle x_{11},\,x_{12},\,x_{13},\,\ldots \,,x_{m1},\,x_{m2},\,\ldots \,,x_{mn}}.
Не до конца ясно будущее соотношение между ИО и теорией (сложных) систем.

## Типичные задачи
Примеры практических задач, связанных с ИО:
1. План снабжения предприятий
2. Постройка участка магистрали
3. Продажа сезонных товаров
4. Снегозащита дорог
5. Противолодочный рейд
6. Выборочный контроль продукции
7. Медицинское обследование
8. Библиотечное обслуживание

Примеры математических (комбинаторных) задач, связанных с ИО:
- Задача о ранце,
- Задача коммивояжёра,
- Транспортная задача,
- Задача об упаковке в контейнеры,
- Задачи составления расписания, диспетчеризации такие как «расписание открытия магазина»[англ.] (англ. Open-shop scheduling), «задача планирования для поточной линии» (англ. Flow Shop Scheduling Problem), теория расписаний (англ. Job Shop Scheduling) и т. д.

Характерная особенность исследования операций — системный подход к поставленной проблеме и анализ. Системный подход является главным методологическим принципом исследования операций. Он заключается в следующем. Любая задача, которая решается, должна рассматриваться с точки зрения влияния на критерии функционирования системы в целом. Для исследования операций характерно то, что при решении каждой проблемы могут возникать новые задачи. Важной особенностью исследования операций есть стремление найти оптимальное решение поставленной задачи (принцип «оптимальности»). Однако на практике такое решение найти невозможно по таким причинам:
1. отсутствие методов, дающих возможность найти глобально оптимальное решение задачи
2. ограниченность существующих ресурсов (к примеру, ограниченность машинного времени ЭВМ), что делает невозможным реализацию точных методов оптимизации.

В таких случаях ограничиваются поиском не оптимальных, а достаточно хороших, с точки зрения практики, решений. Приходится искать компромисс между эффективностью решений и затратами на их поиск. Исследование операций дает инструмент для поиска таких компромиссов.
ИО тесно связано с системным анализом, математическим программированием, теорией игр, теорией оптимальных решений, эвристическими подходами, метаэвристическими подходами и методами искусственного интеллекта, такими как теория удовлетворения ограничений и нейронные сети.
ИО используют в основном крупные западные компании в решении задач планирования производства (контроллинга, логистики, маркетинга) и прочих сложных задач. Применение ИО в экономике позволяет понизить затраты или повысить продуктивность предприятия. ИО активно используют армии и правительства многих развитых стран для оценки боевой эффективности вооружений, военной техники и воинских формирований, развития новых видов вооружений, решения комплексных задач снабжения армий, продвижения армий, развития стратегий войн, развития межгосударственных торговых механизмов, прогнозирования развития (например, климата) и т. д. Решение комплексных задач повышенной важности производится методами ИО на суперкомпьютерах, но разработки ведутся на простых ПК. Применять методы ИО можно и на малых предприятиях, используя ПК.

## Операционная аналитика
С развитием мощных вычислительных систем и распространением доступа к сетевым ресурсам, появилась тенденция к переносу задач исследования операций со стратегического уровня управления на операционный. Появился термин «операционная аналитика», обозначающий использование аналитических методов для повседневных тактических решений и непосредственного управления. В связи с этим некоторые авторы говорят о наступлении «аналитической революции в бизнесе».